# Пенелопа Лепревос
Пенелопа Лепревос (фр. Pénélope Leprevost, нар. 1 серпня 1980) — французька вершниця, олімпійська чемпіонка 2016 року.

## Виступи на Олімпіадах
| Олімпіада           | Дисципліна            | Місце |
| ------------------- | --------------------- | ----- |
| Лондон 2012         | індивідуальний конкур | 47    |
| Лондон 2012         | командний конкур      | 12    |
| Ріо-де-Жанейро 2016 | індивідуальний конкур | 68    |
| Ріо-де-Жанейро 2016 | командний конкур      | 1     |

## Зовнішні посилання
- Пенелопа Лепревос — олімпійська статистика на сайті Sports-Reference.com (англ.) (архівна версія)